# ハードヒット
ハードヒットは、日本のプロレスプロモーション。

## 歴史

### DDTプロレスリングのブランド体制
- 2008年2月、DDTプロレスリングのブランドとして設立[1]。「スポーツライク」のコンセプトの元に通常のプロレスルールに加えてダウンやロープエスケープで減点となるロストポイント制を採用して元UWFインターナショナルのレフェリーである和田良覚がルール監修を行った。
- 3月16日、新木場1stRINGで旗揚げ戦を開催。
- 2009年5月6日、北沢タウンホール大会を最後に活動休止。
- 2011年11月13日、新木場1stRINGで約2年半ぶりに興行を開催。DDT48総選挙第1位を獲得していた佐藤光留が全試合終了後、「城（ハードヒット）をください」とDDTの代表である高木三四郎に直訴して承諾を得たため、ハードヒットは佐藤のもとで再始動することになった[2]。

### 佐藤光留体制
- 11月14日、光留がプロデューサーに就任。運営はDDTが協力していく。
- 2012年3月22日、光留のプロデュース第1弾興行を新宿FACEで開催。ルールも3カウントフォールを廃止。
- 2015年6月4日、佐藤に譲渡されてDDTのブランドから独立。DDTとの協力体制は継続していく[3]。選手、スタッフ、リングの貸し出しなど興行面以外においては引き続きDDTが可能な範囲で協力していく。
- 6月27日、独立による初興行をベイサイドヨコハマで開催。
- 2020年8月29日、富士通スタジアム川崎で初のビッグマッチを開催[4]。夜は「佐藤光留デビュー20周年記念興行」のダブルヘッダー興行となる[5]。なお、新日本プロレスも同日に神宮球場大会を発表したことで話題になった。同日に複数のスタジアムでプロレス興行が開催されるのは初めてである[6]。
- 2021年6月9日、新宿FACEで開催されたGLEATの「LIDET UWF Ver.0」に佐藤及び常連選手が参戦してハードヒットの全面対抗戦を実施（全5試合3勝1敗1分）[7]。

## ルール
試合は10分1本勝負または15分1本勝負（DDT別ブランド時代は原則30分1本勝負）。ロストポイント制を採用しており10分1本勝負は3ポイント、15分1本勝負は5ポイントを持ち点とする（DDT別ブランド時代はシングルマッチは5ポイント、タッグマッチは8ポイントとしていた）。以下の場合に減点1ポイントとする。
- ダウン。
- ロープエスケープ（タッグマッチで相手に技を掛けられている状態でのタッチもエスケープとみなす）。
- 反則（反則2度で減点1ポイント、ただし程度によっては即減点あるいは失格となる）。
  - 四点ポジションの相手に対する頭部への打撃。
  - 故意にリングを出たり、相手を追い落とす行為。
  - タッグマッチにおいて試合権のない選手の介入。

持ち点が0ポイントになった時点でTKO負け。また時間切れとなった場合は残った持ち点の多い方が勝利（DDT別ブランド時代は3カウントフォールでも勝利だった）。同点時は基本的にドローとして延長戦はない。
上記はハードヒットオフィシャルルールであり興行内ではグラップリングなど他のルールを採用する場合もある。
服装
- プロレス用コスチュームに加えてレガースと膝サポーターを着用する。これらの着用がなければその部位を使用した攻撃が認められない。
- マウスピースとファールカップ及び体重別で定められたオンスのボクシンググローブの着用も認められて着用すれば首から上へのパンチ攻撃が認められる（主にタノムサク鳥羽が着用）。

## 主要参戦選手
- 佐藤光留
- 鶴巻伸洋
- KEI山宮
- SUSHI
- 和田拓也
- 岡田剛史
- ロッキー川村2
- 鈴木秀樹
- 松本崇寿
- 関根"シュレック"秀樹
- 服部健太
- 阿部諦道
- 野村卓矢
- 唐澤志陽
- 飯塚優
- 井土徹也
- KURO-OBI

## THE NEXT CONTENDERS TOURNAMENT
寝技だけによる1DAYトーナメント戦。第3回からは「ニコプロ杯」の冠がついている。
- 第1回（2014年） : 岩本煌史
- 第2回（2015年） : 松本崇寿
- 第3回（2016年） : 太田駿平
- 第4回（2017年） : 服部健太
- 第5回（2019年） : 飯塚優[8]